# Titularbistum Tamasus
Tamasus (ital.: Tamaso) ist ein Titularbistum der römisch-katholischen Kirche. 
Es geht zurück auf ein früheres Bistum der antiken Stadt Tamassos in der römischen Provinz Cyprus auf Zypern, das der Kirchenprovinz Salamis angehörte.
| Titularbischöfe von Tamasus |                                           |                                                                                 |                   |                    |
| Nr.                         | Name                                      | Amt                                                                             | von               | bis                |
| 1                           | Pius Angelus Bellingeri                   |                                                                                 | 5. April 1756     |                    |
| 2                           | Walenty Wołłczacki OP (Walenty Wołczacki) |                                                                                 | 6. Juni 1774      | 1809               |
| 3                           | Francis Joseph Nicholson OCD              | Koadjutorerzbischof von Korfu (Griechenland)                                    | 27. März 1846     | 12. Mai 1846       |
| 4                           | Alexis Canoz SJ                           | Apostolischer Vikar von Madurai (Indien)                                        | 25. April 1846    | 1. September 1886  |
| 5                           | Valeriano Menéndez y Conde                | Koadjutorbischof von Toledo (Spanien)                                           | 25. November 1887 | 18. Mai 1894       |
| 6                           | Ramón Ríu y Cabanas                       | Apostolischer Administrator von Solsona (Spanien)                               | 15. Juli 1895     | 18. April 1901     |
| 7                           | Peter James Muldoon                       | Weihbischof in Chicago (USA)                                                    | 10. Juni 1901     | 28. September 1908 |
| 8                           | Paul-Albert Faveau CM                     | Apostolischer Vikar von West-Zhejiang (Chinesisches Kaiserreich/Republik China) | 10. Mai 1910      | 23. März 1949      |
| 9                           | José Rincón Bonilla                       | Weihbischof in Zulia Weihbischof in Caracas (Venezuela)                         | 9. Dezember 1950  | 14. Mai 1984       |